# Timo Ulrichs

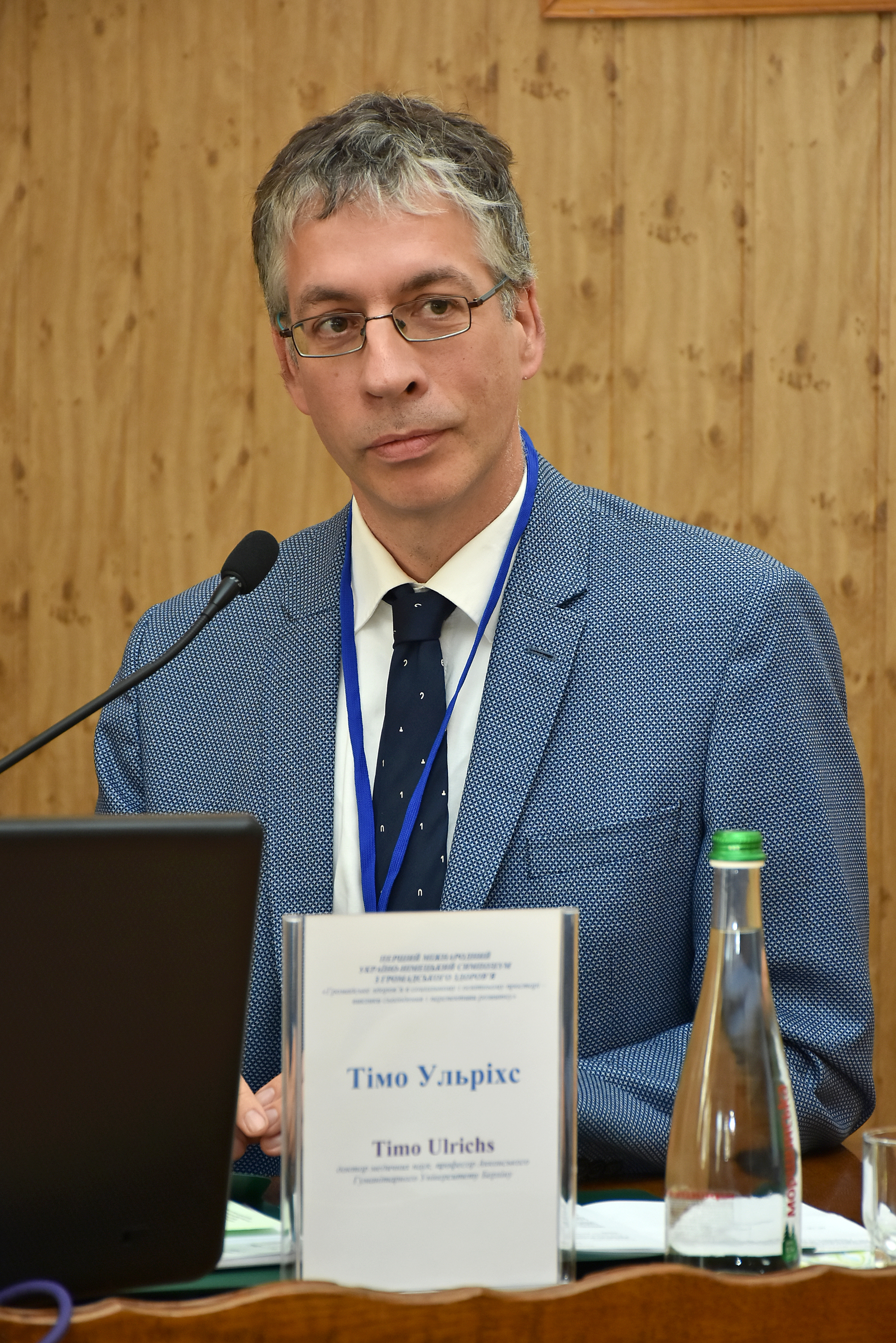
Timo Ulrichs (2019)

Timo Ulrichs (* 1971 in Fulda) ist ein deutscher Epidemiologe und Professor für Medizin, Mikrobiologie und Katastrophenhilfe an der Akkon-Hochschule für Humanwissenschaften in Berlin. Er studierte von 1990 bis 1997 Medizin in Marburg und Berlin. Nach mehreren Forschungsaufenthalten im Ausland wechselte er an das Max-Planck-Institut für Infektionsbiologie, wo er sich mit der Immunologie der Tuberkulose beschäftigte. Er erwarb den Facharzt für Mikrobiologie, Virologie und Infektionsepidemiologie. Von 2006 bis 2021 wechselte er als Referent an das Bundesministerium für Gesundheit und wurde an der Universität Bielefeld zum Doctor of Public Health promoviert.